# Luke Woodham
 (décembre 2012).
Pour les articles homonymes, voir Woodham.
Luke Woodham, né le 5 février 1981, est un américain originaire de Pearl, dans le Mississippi, qui, en 1997, a tué trois personnes, y compris sa propre mère, et blessé sept autres personnes. Il a été condamné à la prison à perpétuité. Il sera admissible à une libération conditionnelle en 2046, quand il aura 65 ans.

## Le meurtre de sa mère
Le 1er octobre 1997 Luke Woodham, alors âgé de 16 ans, bat brutalement et poignarde sa mère, Mary Woodham. Il raconte aux policiers : "Je me suis levé vers 5 heures du matin, j'ai pris un oreiller, je suis allé dans la cuisine, j'ai pris un couteau de boucher, je suis allé dans la chambre de ma mère, elle était endormie. J'ai mis l'oreiller sur son visage et je l'ai poignardée. Je l'ai également frappée avec une batte de baseball."
Quand il est passé devant le juge, il a affirmé de ne pas s'être rappelé avoir tué sa mère.

## Coups de feu sur Pearl High School (lycée de Pearl)
Vêtu d'un long manteau destiné à cacher son fusil, Woodham a pris la voiture de sa mère pour se rendre au lycée. Quand il y est entré, il a commencé à tirer, tuant son ex-petite amie Chrtistina Menefee et son amie Lydia Dew et blessant sept autres personnes avant qu'un enseignant ne sorte un pistolet de sa voiture et neutralise Woodham. Quand l'enseignant a demandé à Woodham le motif de son acte, il a répondu : « Life has wronged me, sir » (« La vie m'a fait du tort, monsieur »).

## Jugement

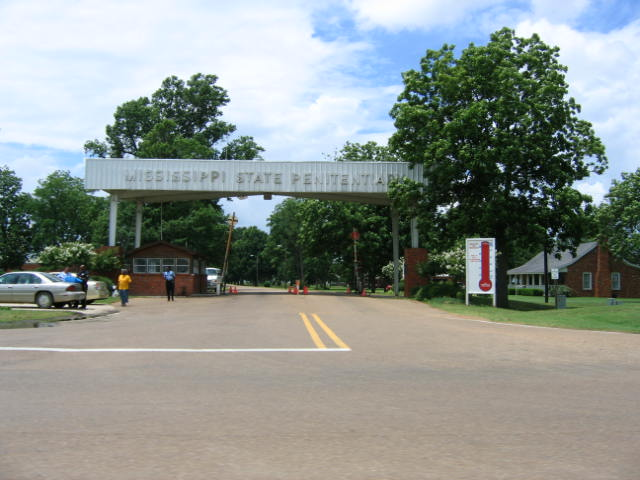
Mississippi State Penitentiary

Woodham a avoué les coups de feu sur ses camarades de classe, mais il prétend de ne pas se rappeler le meurtre de sa mère. Il a plaidé la folie, mais le jury a rejeté cette thèse et l'a reconnu coupable. Le jury séparé en deux, avec une partie venant de Philadelphie et l'autre partie venant du Mississippi, a reconnu coupable Woodham d'avoir tué sa mère, Marie Woodham à l'âge de 50 ans, qui a été battue et poignardée. Il a été condamné à la prison à vie. Les avocats de la défense ont soutenu aux deux procès que Woodham était « légalement fou » au moment des meurtres.
Luke Woodham, détenu no R4682 du Mississippi Department of Corrections, est incarcéré dans l'unité 29 du Mississippi State Penitentiary.